# Spargo
Spargo je nizozemski sastav pop-glazbe osnovan 1975. u Amsterdamu. Pjevaju na engleskom, a najpoznatije su im pjesme You and Me iz 1980. i Just for You iz 1981.
Spargo se sastoji od amsterdamskih glazbenika: Ellert Driessen (muški vokal i klavijature), Jef Nassenstein (bas-gitara), Ruud Mulder (gitare) i Leander Lammertink (udaraljke). Krajem sedamdesetih pridružuje im se i američka pjevačica Lilian Day Jackson.

## Diskografija
1980. You and me 

1980. Head up to the sky 

1980. Sometimes 

1981. One night affair 

1981. Just for you

1982. Hip hap hop

1982. So funny

1982. Goodbye

1983. Do you like me

1984. Lady

1984. I'm in love

1997. Indestructible